# Durgapur (Maharashtra)
Durgapur è una suddivisione dell'India, classificata come census town, di 17.369 abitanti, situata nel distretto di Chandrapur, nello stato federato del Maharashtra. In base al numero di abitanti la città rientra nella classe IV (da 10.000 a 19.999 persone).

## Geografia fisica
La città è situata a 20° 0' 0 N e 79° 17' 60 E e ha un'altitudine di 203 m s.l.m..

## Società

### Evoluzione demografica
Al censimento del 2001 la popolazione di Durgapur assommava a 17.369 persone, delle quali 8.688 maschi e 8.681 femmine. I bambini di età inferiore o uguale ai sei anni assommavano a 2.486, dei quali 1.305 maschi e 1.181 femmine. Infine, coloro che erano in grado di saper almeno leggere e scrivere erano 12.775, dei quali 7.046 maschi e 5.729 femmine.